# Melanitis vada
Melanitis vada är en fjärilsart som beskrevs av Hans Fruhstorfer 1911. Melanitis vada ingår i släktet Melanitis och familjen praktfjärilar. Inga underarter finns listade i Catalogue of Life.